# Bakio
Bakio en basque ou Baquio en espagnol est une commune de Biscaye dans la communauté autonome du Pays basque en Espagne.
Le nom officiel de la ville est Bakio.

## Situation
La municipalité est formée par une petite vallée drainée dans son intérieur par la rivière Estepona. Cette vallée est entourée par des montagnes à l'est, au sud et à l'ouest et est ouverte par le nord sur la mer Cantabrique. La municipalité est limitée au nord par le bord de mer, à l'est avec la localité de Bermeo, au sud avec la localité de Mungia et à l'ouest avec les localités de Maruri et de Lemoiz.
La municipalité était anciennement appelée Basigo de Baquio, tirant ce nom de son principal quartier.
En 1927 les quartiers de San Pelaio et Zubiaur se sont ajoutés à la municipalité, qui, jusqu'alors appartenaient à Bermeo. Malgré sa situation côtière et son origine de village de pêcheurs, Bakio ne possède pas trop de tradition marine et a été plutôt une localité traditionnellement agricole.
Elle possède un microclimat particulier, avec des précipitations abondantes et un climat tempéré, avec peu de neige ou gel ce qui favorise la culture de la vigne et la production du vin appelé Txakoli (prononcer tchacoli).

### Quartiers
Les quartiers sont Artza, Basigo, Bentalde, Elexalde, Gibelortzaga (San Pelaio), Goitisolo, Urkitzaur et Zubiaur.

## Économie
Les principales ressources de Bakio ont été traditionnellement les activités agricoles et d'élevage, les rapports avec la mer étant secondaires. Le noyau de l'ancien modèle économique a été la ferme, le bâtiment consacré au logement de la famille et le bétail. On peut visiter un vaste ensemble de fermes de différentes époques et styles : avec porche en linteau (Gorrondona, Artetxe), avec porche en arc (Bidetxe) et de structure cubique comme Gabantxo. L'agriculture continue à être de nos jours un important secteur d'activité à Bakio, où on cultive des produits de haute qualité et de grande tradition, dont le principal est le célèbre txakoli.
De nombreuses constructions à Bakio conservent des structures et des installations qui reflètent la tradition de la culture de la vigne dans les parages.

## Hydrographie

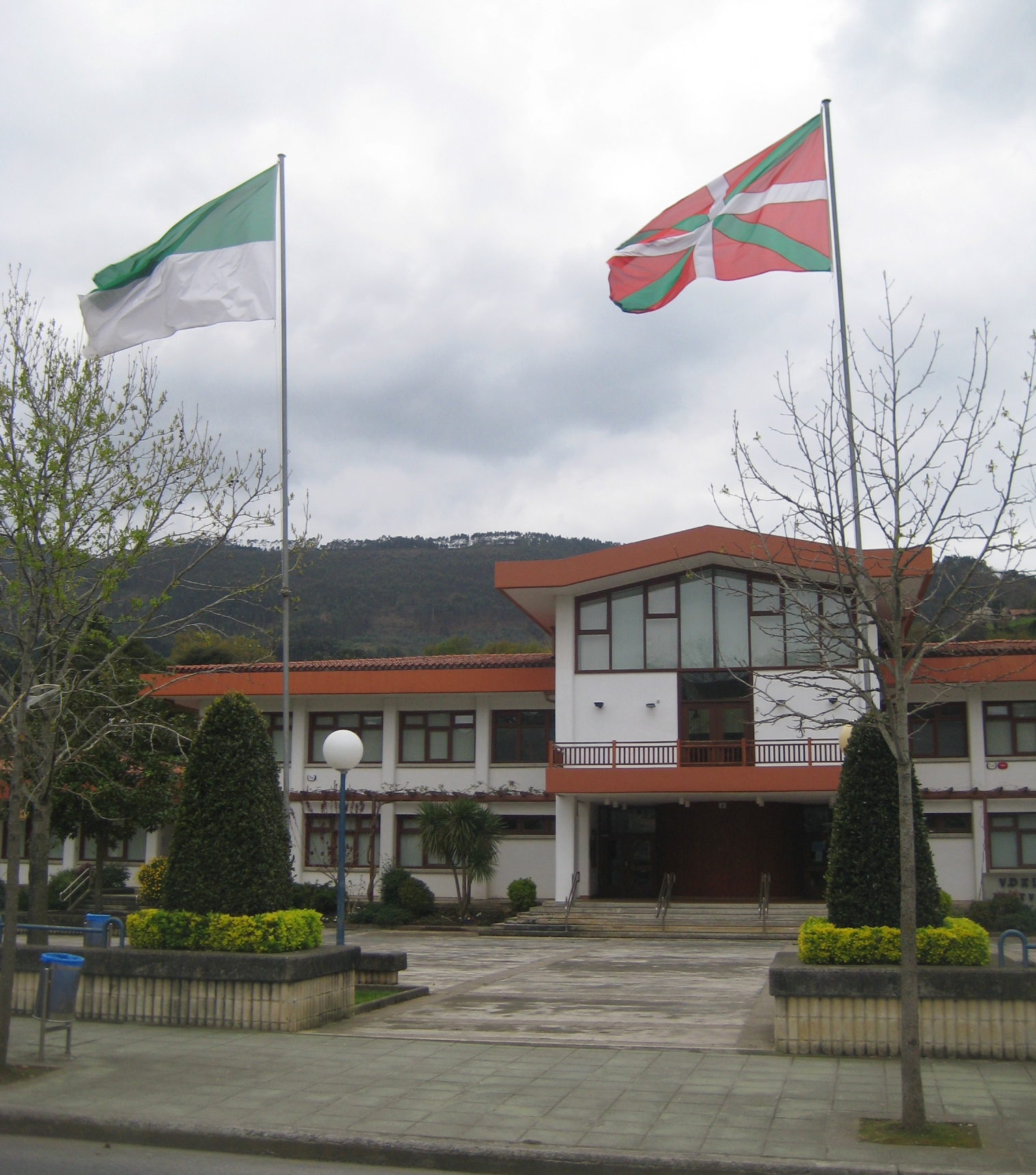
Mairie de Bakio

Des traces très anciennes indiquent l'utilisation de l'énergie hydro-électrique en milieu rural.
Dans le bassin de Bakio, beaucoup d'établissements autour de sa rivière ont proliféré à partir du XVIIIe siècle, comptant jusqu'à huit moulins à eau et trois forges. Les forges transformaient le minerai de fer qui arrivait dans des barques depuis la comarque voisine des Enkarterri jusqu'à la plage de Bakio. Elles étaient la propriété des grandes familles locales, qui louaient ces moulins et ces forges depuis des générations.
Les moulins de Bakio sont restés en activité jusqu'à il y a quelques décennies. Certains d'entre eux conservent encore leurs éléments et installations, y compris transformés en restaurants et pouvant être visités en fonctionnement.

## Patrimoine

### Patrimoine civil

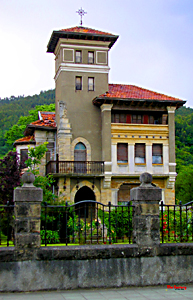
Rosario Enea

Quant à l'architecture civile, Bakio possède un ensemble d'éléments d'architecture intéressants, construits à partir du XVIIe siècle, qui peuvent être connus à travers des parcours signalés par la mairie. De la période baroque, les demeures seigneuriales Elexpuru et 'Ormatza, des palais ruraux appartenant à d'importantes familles locales, qui reflètent le transit entre le rural et le résidentiel de l'époque.
Avec l'entrée dans le XXe siècle de nouvelles architectures ont été introduites dans la localité. L'essor de la côte comme lieu de villégiature des classes privilégiées de Bilbao a conduit à la construction de demeures sur le chemin qui unit l'église à la mer. La caractéristique fondamentale de ces grandes bâtisses résidentielles est la grande variété de styles, qui avait pour but de souligner la position économique et sociale de ses propriétaires, au moyen de différentes options esthétiques. Les plus anciennes ont été des reproductions de modèles français, comme Feliena et Quintatorre (1896). D'autres, postérieures, ont pris comme référence des constructions baroques, comme le Palais Itxas-Ondo, de 1930. Plus tard on a appliqué d'autres modèles : bâtiments néo-cantabres, comme Rosario Enea, néo-basques, comme Loraldia ou Isabela, etc. Récemment on a construit à Bakio des logements unifamiliaux innovateurs, comme Aristondo ou Aretaetxekosolo, au style des années soixante.

### Patrimoine religieux
Concernant l'architecture religieuse, il faut souligner la Parroquia d'Andra Mari (Paroisse Sainte-Marie), de style gothique (XVIe siècle) qui est située dans le quartier de Basigo. À mentionner également les ermitages de San Martín, Santa Úrsula, San Esteban, San Cristóbal et Santa Catalina, tous situés dans les zones rurales et construits en style populaire.

### Sources
- (es) Cet article est partiellement ou en totalité issu de l’article de Wikipédia en espagnol intitulé « Baquio » (voir la liste des auteurs).